# Diocesi di Plzeň
La diocesi di Plzeň (in latino Dioecesis Pilznensis) è una sede della Chiesa cattolica nella Repubblica Ceca suffraganea dell'arcidiocesi di Praga. Nel 2023 contava 117.680 battezzati su 862.000 abitanti. È retta dal vescovo Tomáš Holub.

## Territorio
La diocesi comprende le regioni di Plzeň e di Karlovy Vary nella Repubblica Ceca.
Sede vescovile è la città di Plzeň, dove si trova la cattedrale di San Bartolomeo.
Il territorio era suddiviso in 325 parrocchie. Dal 1º ottobre 2007 una riorganizzazione della diocesi ha ridotto il numero delle parrocchie a 71, successivamente divenute 68.

## Storia
La diocesi è stata eretta il 31 maggio 1993 con la bolla Pro supremi di papa Giovanni Paolo II, ricavandone il territorio dall'arcidiocesi di Praga e dalle diocesi di České Budějovice e di Litoměřice.

## Cronotassi dei vescovi
Si omettono i periodi di sede vacante non superiori ai 2 anni o non storicamente accertati.
- František Radkovský (31 maggio 1993 - 12 febbraio 2016 ritirato)
- Tomáš Holub, dal 12 febbraio 2016

## Statistiche
La diocesi nel 2023 su una popolazione di 862.000 persone contava 117.680 battezzati, corrispondenti al 13,7% del totale.
| anno | popolazione | popolazione | popolazione | presbiteri | presbiteri | presbiteri | presbiteri                | diaconi | religiosi | religiosi | parrocchie |
| anno | battezzati  | totale      | %           | numero     | secolari   | regolari   | battezzati per presbitero | diaconi | uomini    | donne     | parrocchie |
| ---- | ----------- | ----------- | ----------- | ---------- | ---------- | ---------- | ------------------------- | ------- | --------- | --------- | ---------- |
| 1999 | 242.000     | 799.000     | 30,3        | 101        | 68         | 33         | 2.396                     | 4       | 40        | 13        | 324        |
| 2000 | 242.000     | 799.000     | 30,3        | 106        | 75         | 31         | 2.283                     | 4       | 36        | 11        | 324        |
| 2001 | 242.000     | 799.000     | 30,3        | 106        | 73         | 33         | 2.283                     | 4       | 38        | 11        | 325        |
| 2002 | 144.775     | 830.966     | 17,4        | 101        | 68         | 33         | 1.433                     | 4       | 38        | 11        | 325        |
| 2003 | 144.775     | 830.966     | 17,4        | 95         | 65         | 30         | 1.523                     | 4       | 36        | 9         | 325        |
| 2004 | 144.775     | 830.966     | 17,4        | 98         | 65         | 33         | 1.477                     | 4       | 39        | 11        | 325        |
| 2013 | 145.000     | 836.000     | 17,3        | 95         | 65         | 30         | 1.526                     | 6       | 44        | 17        | 71         |
| 2016 | 118.500     | 836.500     | 14,2        | 84         | 58         | 26         | 1.410                     | 6       | 40        | 18        | 69         |
| 2019 | 117.800     | 839.950     | 14,0        | 99         | 62         | 37         | 1.189                     | 7       | 54        | 18        | 69         |
| 2021 | 117.000     | 857.000     | 13,7        | 98         | 59         | 39         | 1.193                     | 6       | 56        | 19        | 68         |
| 2023 | 117.680     | 862.000     | 13,7        | 99         | 56         | 43         | 1.188                     | 6       | 58        | 19        | 68         |